# Alice Kent Stoddard

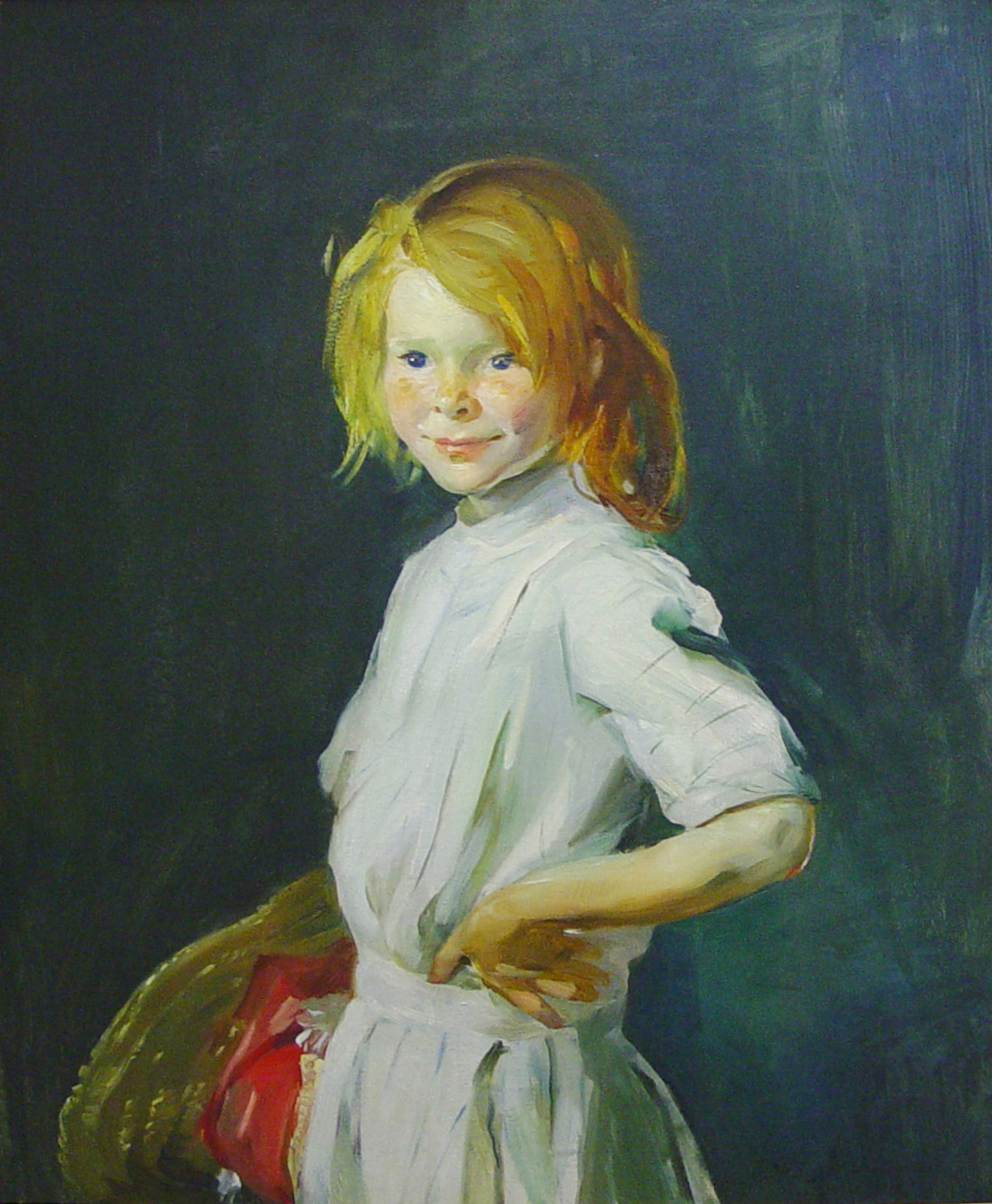
Stoddard, Leila 1915

Alice Kent Stoddard (1883–1976) fue una pintora impresionista estadounidense de retratos, paisajes y marinas. Muchas de sus obras, en particular los retratos, se encuentran en colecciones públicas, incluida la colección de retratos de la Universidad de Pensilvania, el Museo de Arte de Woodmere y otros museos. Vivió y pintó en la isla de Monhegan en Maine, un enclave de artistas. Durante la Segunda Guerra Mundial, trabajó como artista de combate y realizó diseños para aviones. Se casó a edad tardía con Joseph Pearson, quien había sido amigo suyo y profesor en la Academia de Bellas Artes de Pensilvania.

## Vida personal

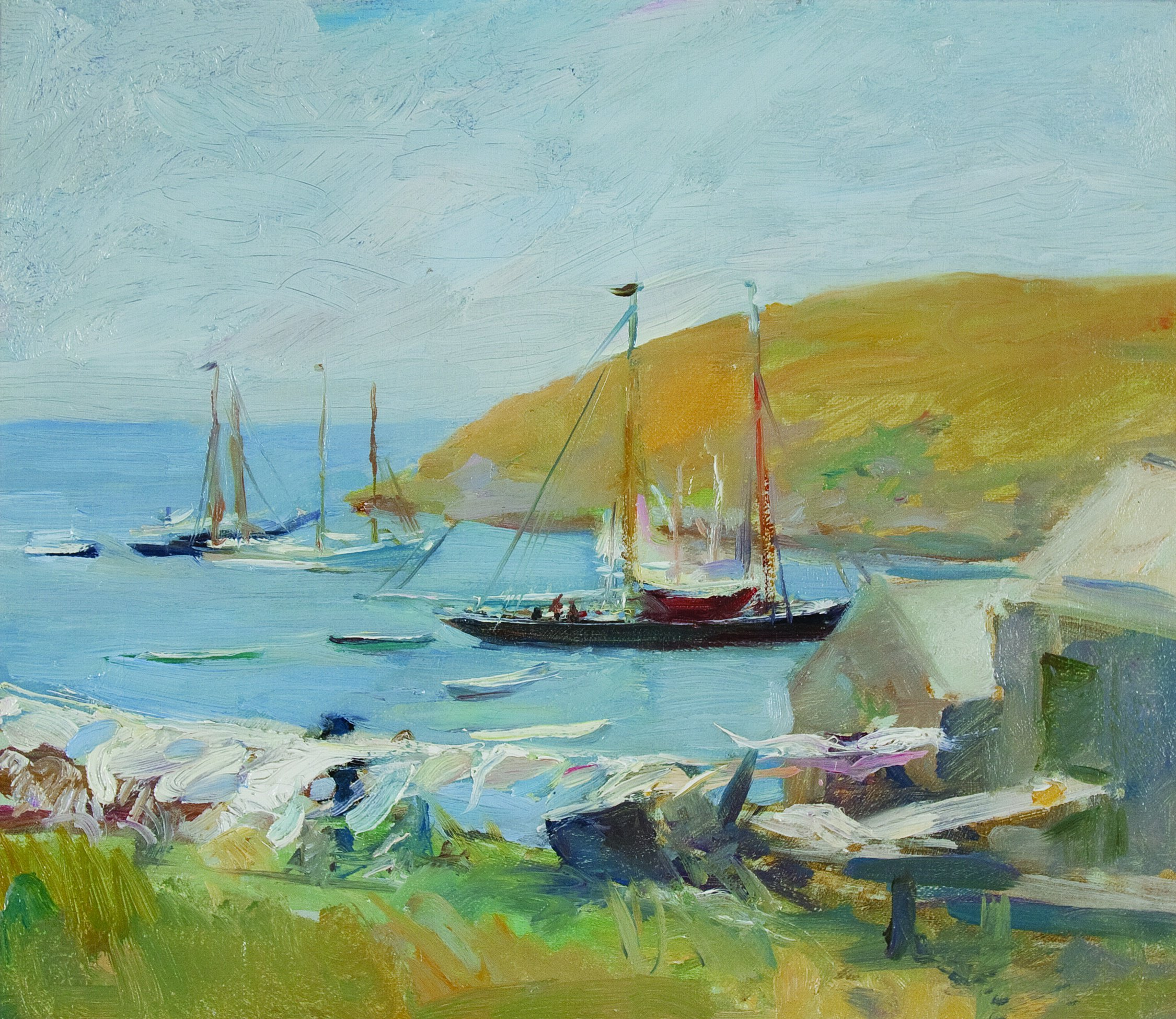
Puerto de la isla Monhegan mirando hacia Manana, 1910, Museo Monhegan, Maine

Alice Kent Stoddard nació en Watertown, Connecticut en 1883.   Su prima hermana era el artista Rockwell Kent.  Alquiló y luego compró la casa de su primo, conocida como Rockwell Kent Cottage and Studio en Monhegan, Maine.  
Era buena amiga del también artista Joseph Thurman Pearson Jr., quien enseñaba en la Academia de Bellas Artes de Pensilvania. La esposa de Pearson, Emily, murió en 1947 y Stoddard se casó con él en 1948.   Vivían en "Pearson's Corner", Pennypack Creek, en Huntingdon Valley, Pensilvania.  Pearson murió en 1951. 

## Formación

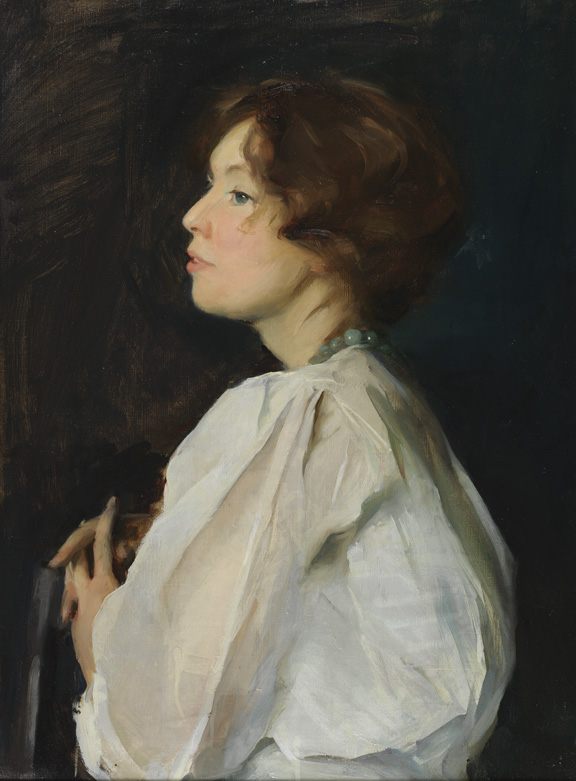
Elizabeth Sparhawk-Jones, 1910, Academia de Bellas Artes de Pensilvania

Stoddard estudió en la Escuela de Diseño para Mujeres de Filadelfia, después de lo cual estudió con William Merritt Chase, Thomas Anshutz y Cecilia Beaux en la Academia de Bellas Artes de Pensilvania (PAFA).  Ganó la beca de viaje Cresson de la PAFA. 

## Carrera

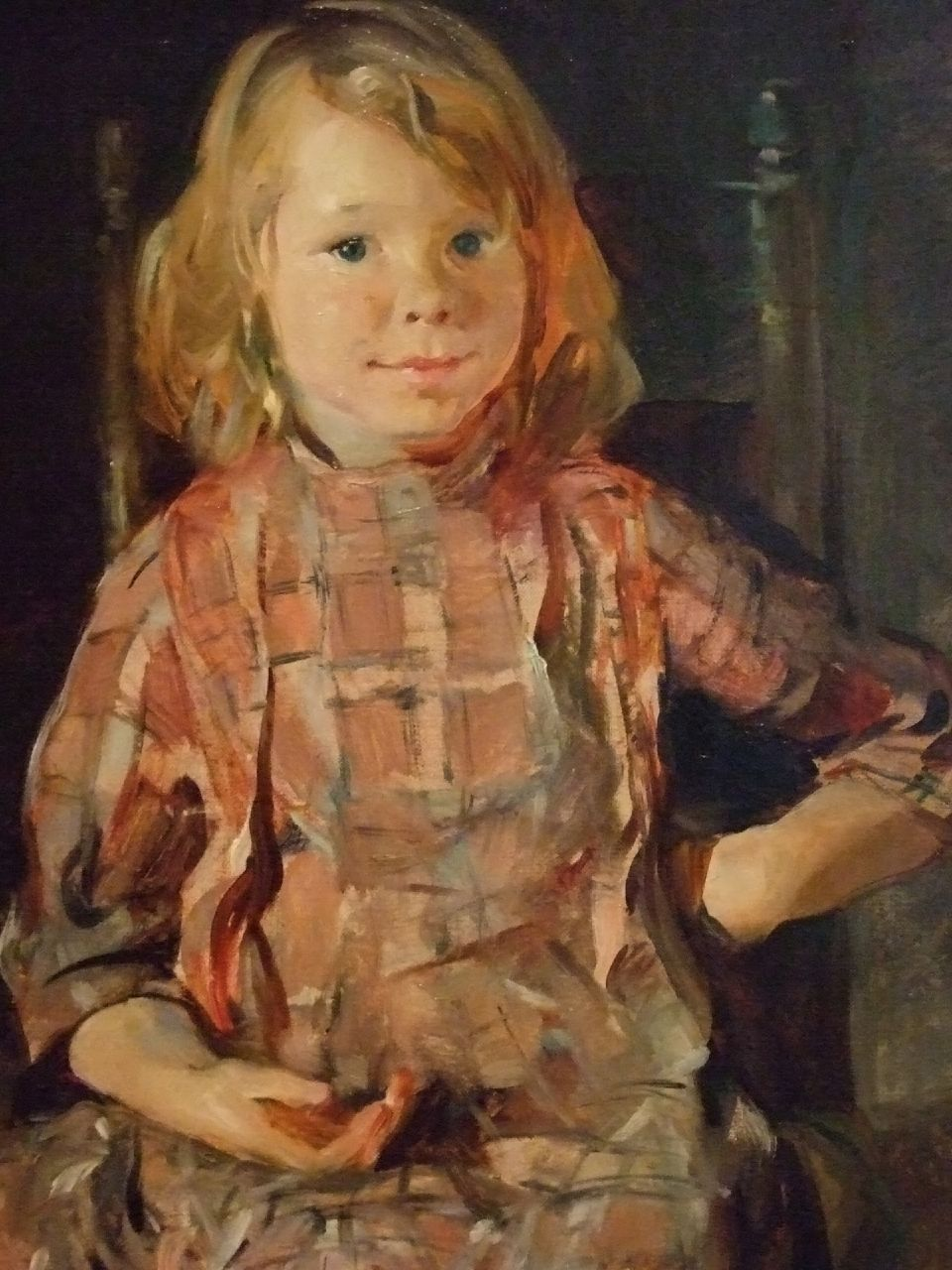
La hermana pequeña del pescador, 1915, Museo de Arte de Dallas

En 1911 y 1913, recibió el Premio Mary Smith de la Academia de Bellas Artes de Pensilvania  por Paper Dolls. 
Fue miembro de The Plastic Club.  En 1938, se convirtió en asociada de la Academia Nacional de Diseño. 
Stoddard pintó retratos de miembros de la alta sociedad de Filadelfia, a menudo incluyendo mascotas en las pinturas.  Pintó a su madre y hermana en Madre y Virginia en la sala de estar alrededor de 1934. La Guía del Woodmere Art Museum afirma: "Aquí ella transmite magistralmente la intimidad de la vida familiar. . . Virginia hace una pausa mientras teje, aparentemente perdida en sus pensamientos. Al otro lado de la habitación, la madre de Stoddard se concentra en un juego de solitario. El gran espacio rectangular entre las dos mujeres enfatiza la distancia psicológica entre ellas en sus respectivos momentos de tranquila contemplación." 
Stoddard visitó y vivió en Monhegan, Maine, e integró a la gente y el paisaje en sus pinturas".   Pintó a Manville Davis, un pescador en Mending the Nets y un retrato del artista Andrew Winter.  El área se convirtió en un enclave para los artistas, algunos de los otros artistas que pintaron allí fueron Robert Henri, la familia Wyeth ( NC, Andrew y Jamie ) y Charles Ebert. 
Durante la Segunda Guerra Mundial trabajó como delineante mecánica para el diseño de aviones para Budd Company  y como artista de combate. Su obra se exhibió en el Museo de Arte de Woodmere, donde también ofreció su tiempo como voluntaria. 
Stoddard pintó un mural en una de las salas del Tribunal de Familia de Filadelfia. El mural mostraba a una pareja plantando un árbol y una escena familiar, dentro de un área de construcción. Fue uno de los 37 murales realizados en el edificio para representar la utilidad social del sistema de jurisprudencia.  También ganó una medalla de "Pintura al óleo pequeña" en un Sketch Club de Filadelfia. 

## Colecciones
- Alderney Library, Channel Islands
  - Beatrice Fox Griffith of Haverford, West Pennsylvania, 1949[14]
- Dallas Museum of Art
  - Fisherman's Little Sister, 1915[15]
- Ewell Sale Stewart Library, Academy of National Sciences, Philadelphia
  - Charles M. B. Cadwalader[16]
- Farnsworth Art Museum, Rockland, Maine
  - Artist Sketching, 1953[17]
  - Portrait of Andrew Winter, 1953[18]
- Franklin Institute Of Science, Philadelphia
  - Benjamin Franklin[19]
- The Monhegan Museum
  - Mending Nets[20]
  - Monhegan Island Harbor Looking Toward Manana, 1910[3]
  - Portrait of Gerald Stanley, 1913
- National Academy of Design
  - Self-Portrait, c. 1938[21]
  - Clarence Clark Zantzinger, c. 1945[22]
- Oregon Historical Society, Portland
  - Uncle John Stoughton[23]
- Pennsylvania Academy of the Fine Arts
  - Polly (Mrs. H. Lea Hudson)[24]
  - Elizabeth Sparhawk-Jones, before 1911[25]
- Reading Public Museum and Art Gallery, Pennsylvania
  - Leila[26]
- Union League of Philadelphia
  - Melville Griffith Baker (1875-1930), c. 1930[27]
- University of Pennsylvania
  - Francis Bernard Bracken (1869-1937), c. 1925-1935[28]
  - Eldridge L. Eliason[28]
  - Emma Barton Gates[28]
  - Thomas Sovereign Gates, 1958[28]
  - John Claxton Gittings[28]
  - Samuel Frederick Houston[28]
  - Edwin R. Keedy[29]
  - Clarence Erwin McClung (1870-)[28]
  - Clarence Ewing McClung (1870-1946)[30]
  - William L. Mclean, c. 1944-1954[28]
  - William Ephraim Mikell[28]
  - Roy Franklin Nichols, 1966[28]
  - Charles Root Turner, 1939[28]
- Woodmere Art Museum, Philadelphia
  - Boy with Hawk[31]
  - David Gates with Dog[32]
  - Mary Stuard Townsend Mason[33]
  - Master Pomeroy, c. 1929[34]
  - The Puppies' Angel[1]
  - Red-Headed Girl with a Doll[35]
  - James A. Waller, 1931[36]
- Williams College Museum of Art, Massachusetts
  - Harriet Walton Dunbar, 1912[37]